# Douglas Jones
Douglas Jones   (Corby, 10 de gener de 1922 - Perth, 29 de novembre de 2013) va ser un matemàtic britànic especialista en electromagnetisme.
Jones va néixer a Corby el 1922 fill del director general de Tarmac Group, una fábrica de materials de construcció, qui va morir quan ell tenia onze anys. Gràcies a una beca, va poder continuar els estudis a la Wolverhampton Grammar School i començar els estudis universitaris al Corpus Christi College d'Oxford. Durant la Segona Guerra Mundial va servir a la Royal Air Force, motiu pel qual va ser nomenat membre de l'Orde de l'Imperi Britànic. Acabada la guerra, es va graduar a Oxford el 1947 i va fer un post-grau d'un curs al MIT. Va ser professor successivament de les universitats de Manchester (1948-1957), de Keele (1957-1964) i de Dundee (1965-1992), en la qual es va retirar el 1992 convertint-se en professor emèrit.
Jones és considerat com un matemàtic destacat, que era conegut pel seu treball sobre les ones electromagnètiques i la propagació de les ones acústiques, i va ser autor d'una sèrie de publicacions importants, com la seva monografia The Theory of Electromagnetism (1964).